# Herkenningsreactie
In de analytische chemie is een herkenningsreactie een eenvoudig uit te voeren experiment waarmee vastgesteld kan worden of een bepaalde component wel of niet aanwezig is.

## Voorbeelden

### IJzer(III)
- Door aan een oplossing die ijzer(III)-ionen bevat een oplossing van thiocyanaat toe te voegen ontstaat een diep-rode kleuring.
- Toevoegen van een geel bloedloogzout-oplossing geeft een diep blauwe verkleuring (Pruisisch blauw).

### Koper(II)
Door aan een koper(II)-oplossing (vaak bleekblauw gekleurd) ammonia toe te voegen ontstaat een diep blauw gekleurd koper(II)ammoniak-complex.

### Lood(II)
Door aan een oplossing van een lood(II)-zout een chloride-oplossing toe te voegen ontstaat een neerslag (Lood(II)chloride) dat bij verwarmen weer oplost.

### Natrium
Door de oplossing in een vlam te verstuiven ontstaat een geel-oranje vlam.